# Bō

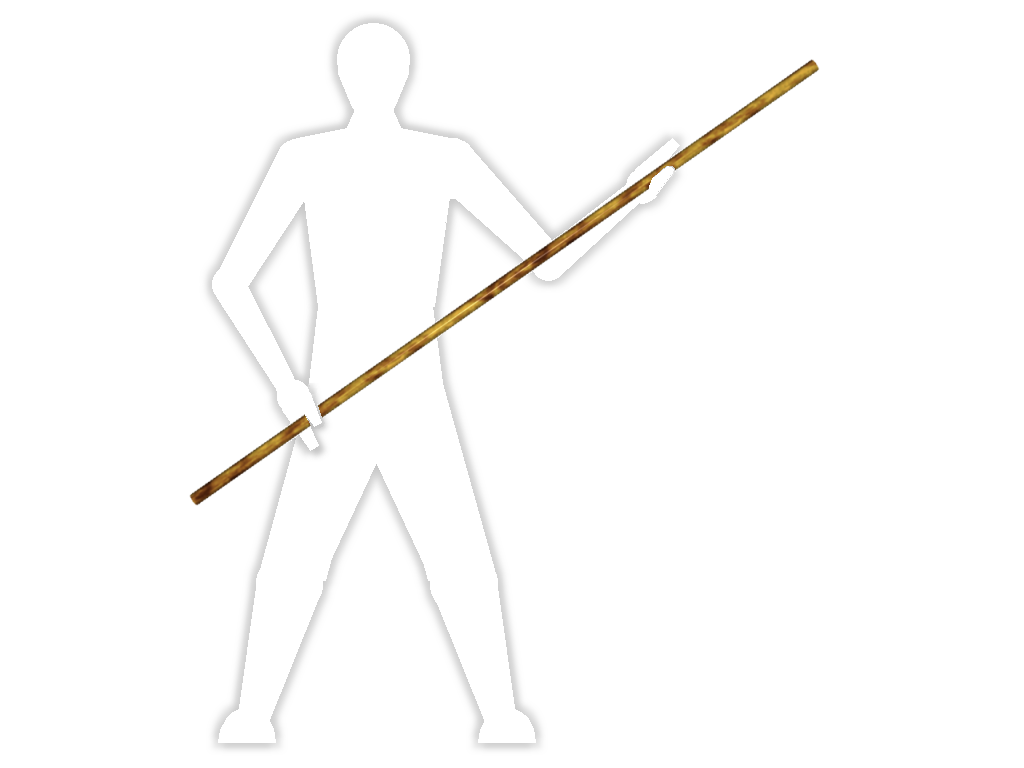
Un bō o bastón largo con sus dimensiones aproximadas.

Un bō (棒?   «bastón»), bong (coreano), pang (cantonés), bàng (mandarín), o kun (okinawense) es un arma personal utilizada en Okinawa. Los bō miden típicamente alrededor de 1,8 m (71 pulgadas) y se usan en las artes marciales de Okinawa, mientras que se adoptan en artes japonesas como el bōjutsu en particular. Otras armas relacionadas con el bastón son el jō, que mide 1,2 m (47 pulgadas) de largo, y el hanbō (medio bō), que mide 90 cm (35 pulgadas) de largo, aproximadamente la longitud del antebrazo.

## Características, difusión y descripción de uso
Los bō varían en longitud, peso, flexibilidad o decoración: pueden ser tan rústicos como una rama de un árbol, forrados en láminas metálicas o tan decorados como una obra de arte.
El término bō,  que generalmente se utiliza para referirse a una vara de aproximadamente 180 cm (aunque normalmente se hacen a medida), es en realidad una abreviatura de rokushakubō, o bastón (bō) de seis shaku (rokushaku) o 180 cm.
El uso primario del bō japonés es el de amplificar la fuerza utilizada para un golpe mediante el uso de la palanca y la inercia del movimiento del artista marcial. El bō es también utilizado para alcanzar objetivos de medio y largo alcance.
Hay técnicas con bō en la mayoría de artes marciales que utilizan armas. Esto viene de la antigüedad, en Japón, cuando los guerreros samurái perdían la punta de su lanza o yari, alabarda o naginata en la guerra, porque estas se quebraban o era cortadas. Entonces les quedaba un bō rudimentario. Estas mismas artes marciales incluyen técnicas de hanbō por el mismo motivo. Al seguir peleando el bō podía partirse obteniendo un bastón de peregrino o hanbō.
En la isla de Isla de Okinawa, donde surgió el arte marcial del karate, las técnicas del bō surgieron de la mezcla de técnicas chinas, nativas, y japonesas; donde el bastón largo se usó para cargar cubos de agua, fue adaptado también como arma de la guardia real, donde su forma fue modificada agudizando sus extremos; buscando penetrar la armadura de los samurái invasores, mediante la correcta transmisión de la potencia y la alineación corporal.
Actualmente prevalecen varias escuelas del arte del kobudo en la isla como la yammani ryu y el Ryukyu kobudo. Asimismo el bastón largo es entrenado en varios estilos de karate tanto japoneses como de Okinawa, como parte de su currículo. 
El arte marcial japonés dedicado al uso del bō es conocido como bōjutsu, aunque en la escuela Masakatsu Bō Jutsu, fundada por el sensei Morihei Ueshiba (también fundador del arte marcial del aikidō) suele trabajarse como complemento a las técnicas de mano vacía.
A nivel técnico se usan técnicas de chequeo, bloqueo, barridos, retenciones, apresamientos, golpes directos, indirectos y estocadas. Asimismo se incluyen algunas luxaciones articulares e inmovilizaciones.
Tácticamente la distancia larga y media son las más favorables para su uso.
Físicamente se requiere de extremidades superiores fuertes, rápidas y flexibles, así como de agilidad para los desplazamientos.
El jō conocido como bastón medio, o lanza corta de aproximadamente 1,3 a 1,5 m; el hambo, de aproximadamente 90 cm y el Bastón corto o tambo, de aproximadamente 35 a 45 cm, también se utilizan como armas en otras artes marciales tradicionales japonesas como: el jujutsu, el aikidō, el kobudō, el jōdō y el ninjutsu.
En el hapkido, debido a la influencia japonesa, las técnicas de grados superiores (dan) incluyen el manejo del bō, así como del sable de madera  bokken y del bastón corto (tambō), en algunos estilos, asociaciones o federaciones.

## Tipos debō
Aunque el bō más utilizado y conocido es el rokushakubō, existen varios tipos de bastones que también se manejan en el arte del bōjutsu:
- Rokushaku bō: bastón de 180 cm
- Yonshaku bō: bastón de 130 cm
- Sanshaku bō: bastón de 100 cm
- Hanbo : bastón de 90 cm
- Tambo : bastón entre los 35 y 40 cm
- Shishin bō: bastón de 15 cm
- Nyoibō: mástil de 200 cm por 12 cm
- Daisharin: bastón de 250 cm con ruedas en los extremos
- Nihiri bō: bastón de 180 cm con una punta retorcida

## Galería

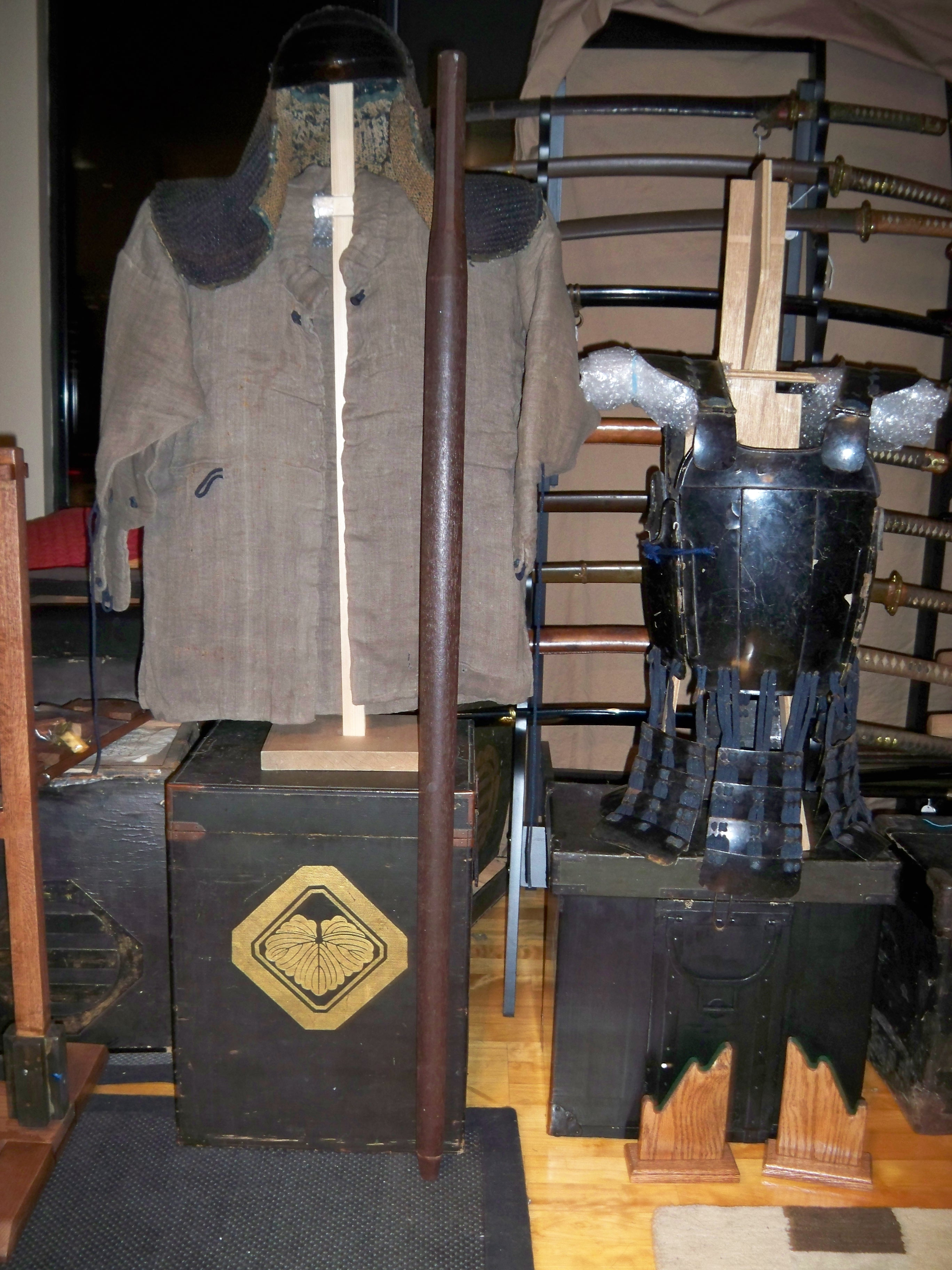
Un bō japonés tradicional.
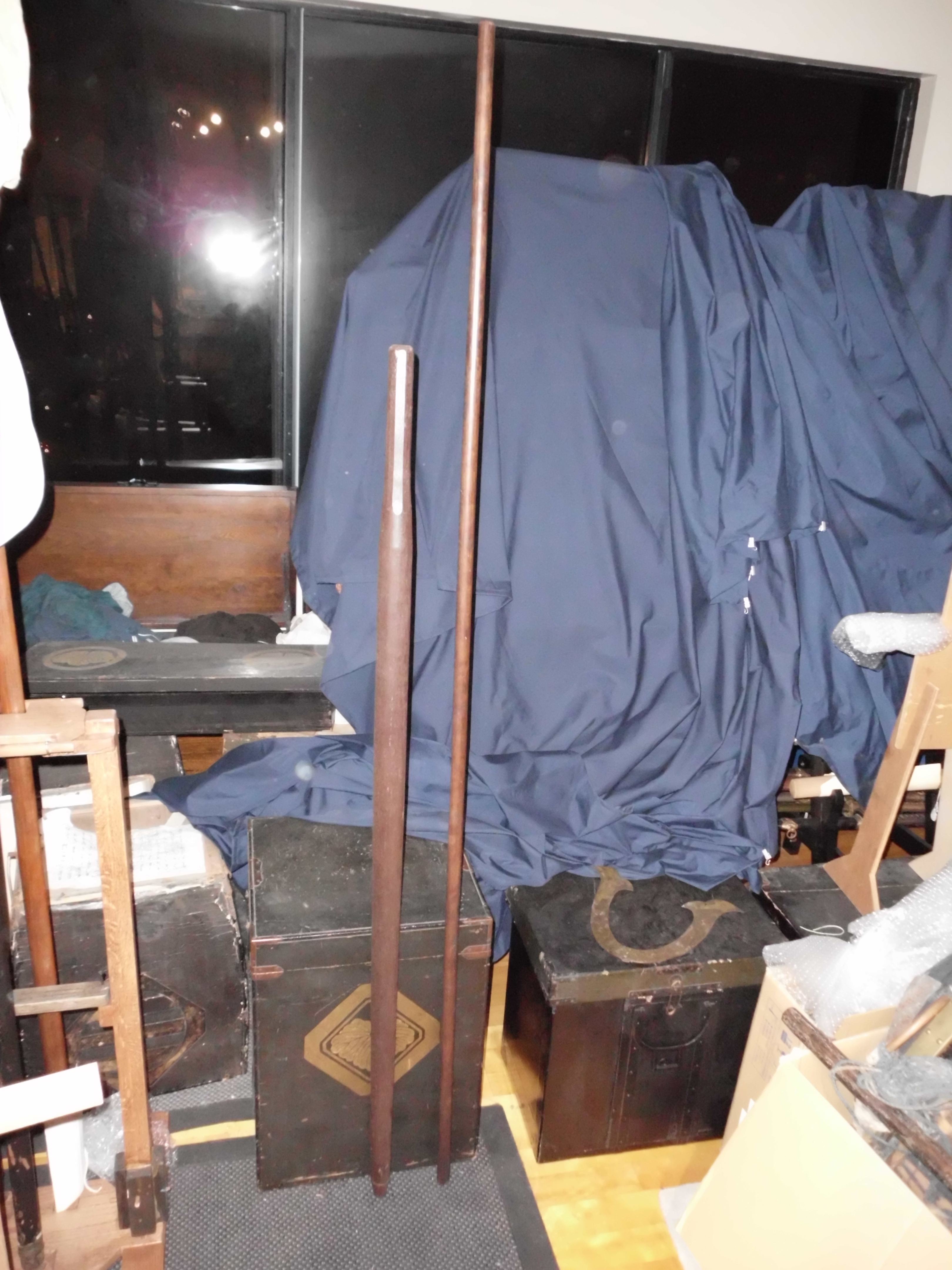
2 tipos de bō, a la izquierda un yonshaku bō y a la derecha un rokushaku bō.
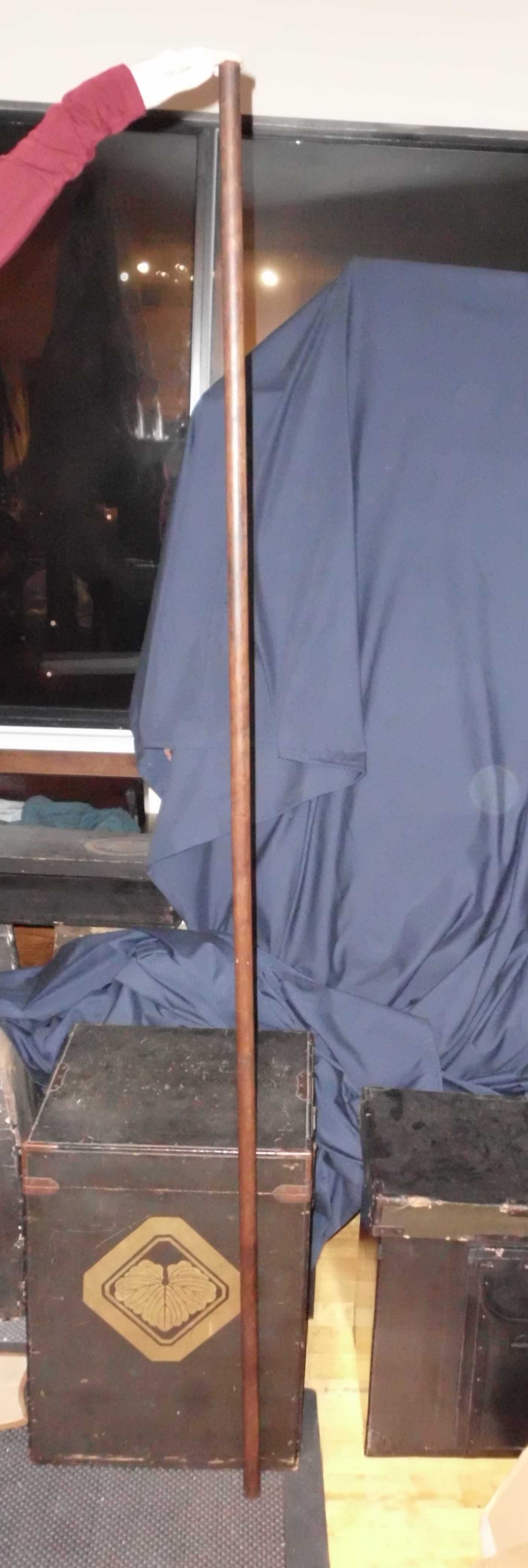
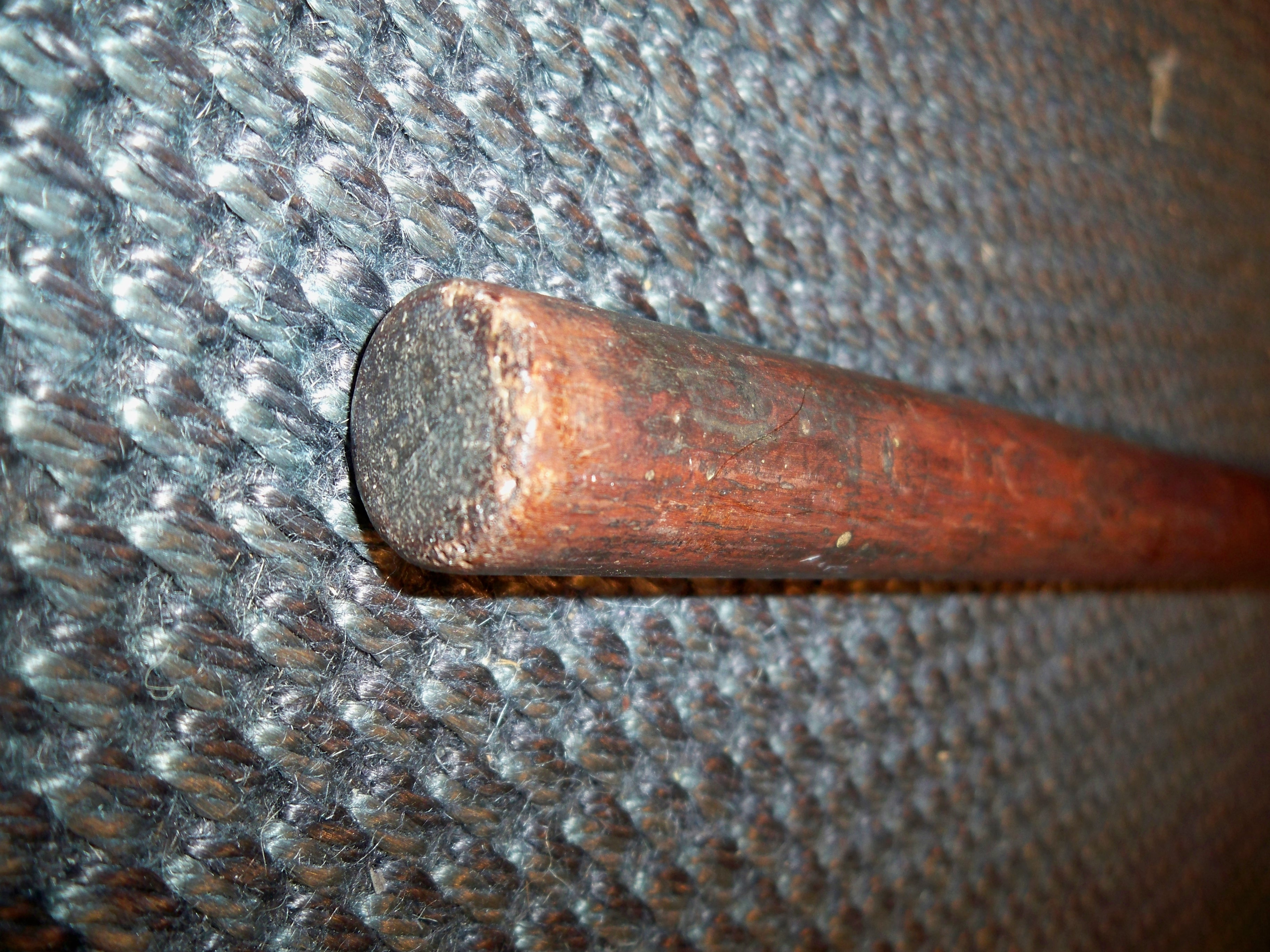
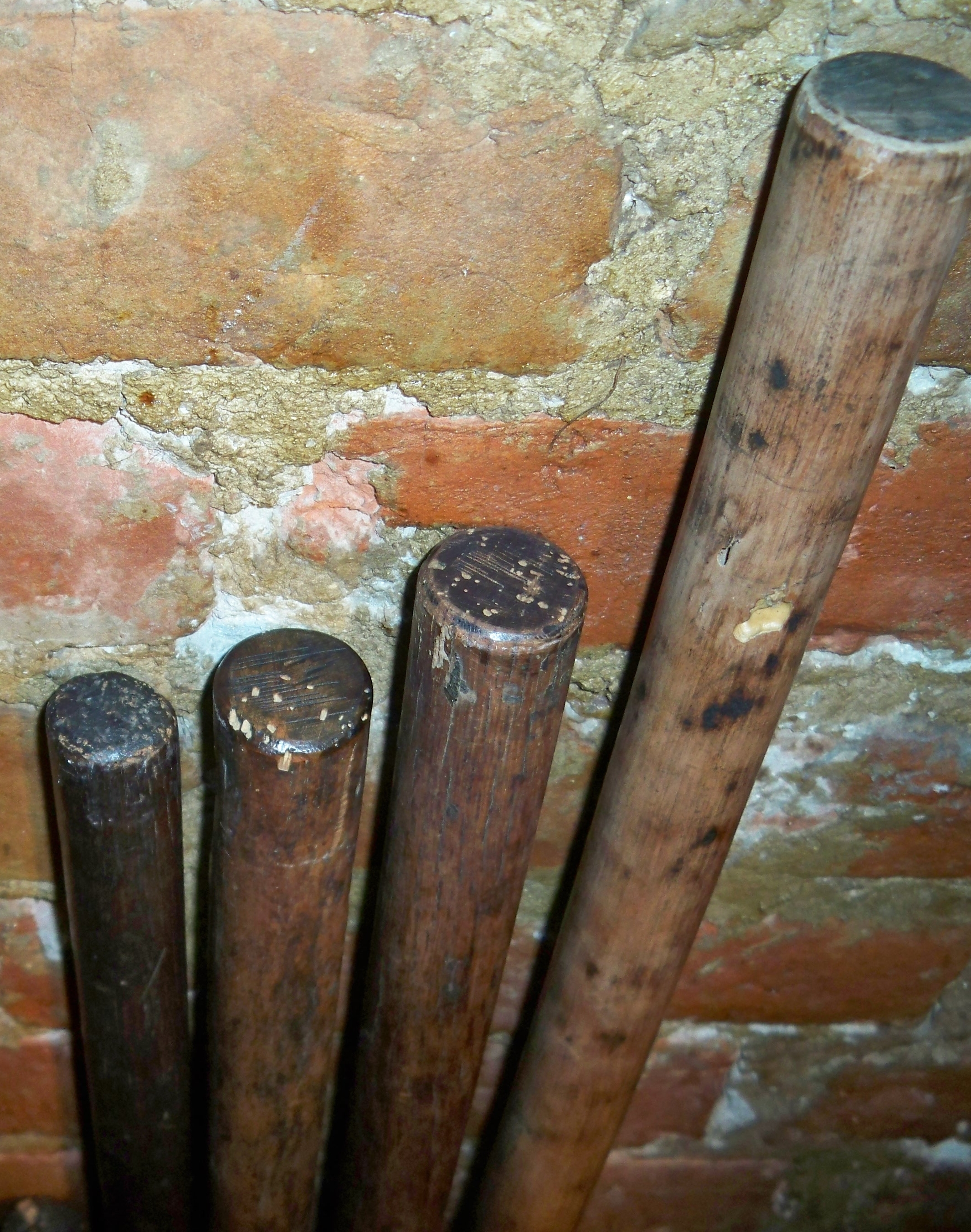
Varios tipos de bō.

## Cultura popular
- En Tortugas Ninja aparecen bastones bō, siendo el arma principal de Donatello. En ocasiones, también han sido utilizados por Leonardo y Miyamoto Usagi en la versión de 2003.
- Power Rangers Jungle Fury presenta el Jungle Bo utilizado por Lily Chilman, la Yellow Cheetah Ranger.
- Ninjago presenta el bō como arma de sensei Wu durante ambas encarnaciones de la animación y fue el arma elegida por Lord Garmadon durante su período como Sensei Garmadon (durante la tercera temporada de Ninjago: Rebooted y la cuarta temporada de Ninjago: Tournament of Elements)
- Tim Drake, el tercer Robin — compañero de Batman — utiliza un bō plegable como arma preferida.
- El nerd del mismo nombre de Napoleon Dynamite se imagina a sí mismo como "bastante bueno con un bō".
- El sable de luz de doble hoja característico de Darth Maul podría considerarse un light-bō o bastón de luz.
- Gambito, personaje de los cómics de X-Men utiliza un bō como una de sus armas.